# The Misfits

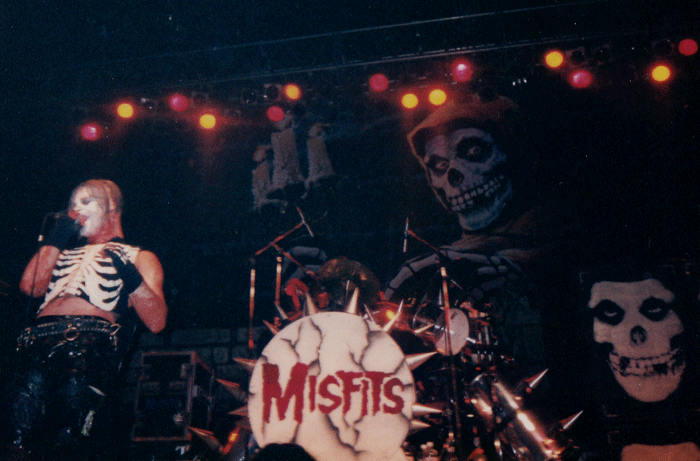
logo zespołu The Misfits

The Misfits – amerykański zespół punkrockowy (prekursor horror punku) założony w roku 1977 w Lodi w stanie New Jersey przez wokalistę Glenna Danziga i basistę Jerry’ego Only.
Nazwa zespołu została zaczerpnięta z tytułu ostatniego filmu z udziałem Marilyn Monroe Skłóceni z życiem (oryg. The Misfits). Pierwszy koncert The Misfits odbył się 18 kwietnia 1977 w CBGB (klubie w Nowym Jorku). Skład zespołu co jakiś czas ulegał zmianie. Zespół rozpadł się w Halloween roku 1983, wtedy odbył się jego ostatni koncert. Przez 9 lat Jerry walczył z Glenem o prawa do nazwy. W 1995 roku udało mu się wygrać. Od tej pory Jerry mógł używać nazwy, a Glenn zachował prawa do starszych utworów zespołu. W zespole obok Jerry’ego i Doyle’a (gitara, brat Jerry’ego) znaleźli się Michale Graves (śpiew) oraz Dr. Chud (perkusja). Po odejściu z zespołu Gravesa i Dr. Chuda w 2000 roku oraz Doyle’a w roku 2002, Jerry zaprosił do współpracy Deza Cadenę z Black Flag (gitara) oraz Marky'ego Ramone'a z Ramones (perkusja), a wokal (oraz niezmiennie bas) powierzył samemu sobie. W 2005 roku funkcję perkusisty ponownie objął ROBO, który grał z The Misfits w latach 1982-83.
Styl gry Misfits stanowi  połączenie klasycznego punk rocka w stylu Ramones, psychodelicznych zaśpiewek Iggy’ego Popa i chaosu właściwego grupie The Sex Pistols. Teksty nawiązują na ogół do motywów z horrorów czy surrealistycznych sytuacji. Na scenie towarzyszą temu ostre efekty świetlne i kłęby dymu. Wrażenie robi także oryginalny, nieco gotycki image zespołu – ciemne, skórzane stroje, rękawice, obroże i inne części stroju zaopatrzone w kolce. Członkowie zespołu nosili także charakterystyczne grzywki zwane devilockami i makijaż rodem z horrorów. Crimson Ghost Skull stanowił symbol The Misfits. 

## Muzycy

### Obecny skład zespołu
- Jerry Only – gitara basowa (1977–1983, od 1995) wokal (2001–2016)
- Glenn Danzig (Glenn Anzalone) – wokal, instrumenty klawiszowe, gitara (studyjnie) (1977–1983, od 2016)
- Doyle Wolfgang von Frankenstein (Paul Caiafa) – gitara (1980–1983, 1995–2001, od 2016)
- Dave Lombardo – perkusja (od 2016)[2]

### Byli członkowie zespołu
- Diane DiPiazza – gitara basowa (1977)
- Jimmy Battle – gitara (1977)
- Manny Martínez – perkusja (1977)
- Franché Coma (Frank Licata) – gitara (1977–1978)
- Rick Riley – gitara (1978)
- Mr. Jim (Jim Catania) – perkusja (1978)
- Bobby Steele – gitara (1978–1980)
- Joey Image (Joey Poole) – perkusja (1978–1979)
- Arthur Googy (Joseph McGuckin) – perkusja (1980–1982)
- ROBO (Roberto Valverde) – perkusja (1982–1983, 2005–2010)
- Brian Damage (Brian Keats) (zmarły) – perkusja (1983)
- Todd Swalla – perkusja (1982, 1983)
- Dr. Chud (David Calabrese) – perkusja (1995–2000)
- Michale Graves (Michael Emanuel) – wokal (1995–2000)
- Myke Hideous – wokal – 1998 (Trasa po Ameryce Południowej i Europie)
- John Cafiero – wokal – 1998 (singiel I Wanna Be a NY Ranger)
- Marky Ramone (Marc Bell) – perkusja (2001–2005)[3]
- Eric „Chupacabra” Arce – perkusja (2010–2016)
- Dez Cadena – gitara (2001–2015)[4]
- Jerry „Jerry Other” Caiafa II - gitara (2014–2016)
- Marc Rizzo – gitara (2015)[5]

## Dyskografia

### Albumy
- Walk Among Us (Ruby Records 1982)
- Earth A.D./Wolfs Blood (Plan 9 Records 1983)
- American Psycho (Geffen Records 1997)
- Static Age (Caroline Records 1997)
- Famous Monsters (Roadrunner Records 1999)
- 12 Hits from Hell (anulowany, Caroline Records 2001)
- Project 1950 (Rykodisc 2003)
- The Devil’s Rain (Misfits Records 2011)

### Albumy koncertowe
- Evilive (Plan 9 Records 1987)
- Evilive II (Caroline Records 1998)
- Dead Alive! (Misfits Records 2013)

### Kompilacje
- Legacy of Brutality (Plan 9 Records 1985)
- Misfits (Caroline Records 1986)
- Collection II (Caroline Records 1995)
- Cuts from the Crypt (Roadrunner Records 2001)

### Single i EP
- Cough/Cool (Blank Records 1977)
- Bullet (Plan 9 Records 1978)
- Horror Business (Plan 9 Records 1979)
- Night of the Living Dead (Plan 9 Records 1979)
- Beware (Armageddon/Spartan/Plan 9 Records 1980)
- 3 Hits from Hell (Plan 9 Records 1981)
- Halloween (Plan 9 Records 1981)
- Evilive (Plan 9 Records 1982)
- Die, Die My Darling (Plan 9 Records 1984)
- Dig Up Her Bones (Geffen Records 1997)
- Day the Earth Caught Fire (Misfits Records 2003)
- Psycho in the Wax Museum (Misfits Records 2006)
- Land of the Dead (Misfits Records 2009)
- Friday the 13th (Misfits Records 2016)